# Berdún

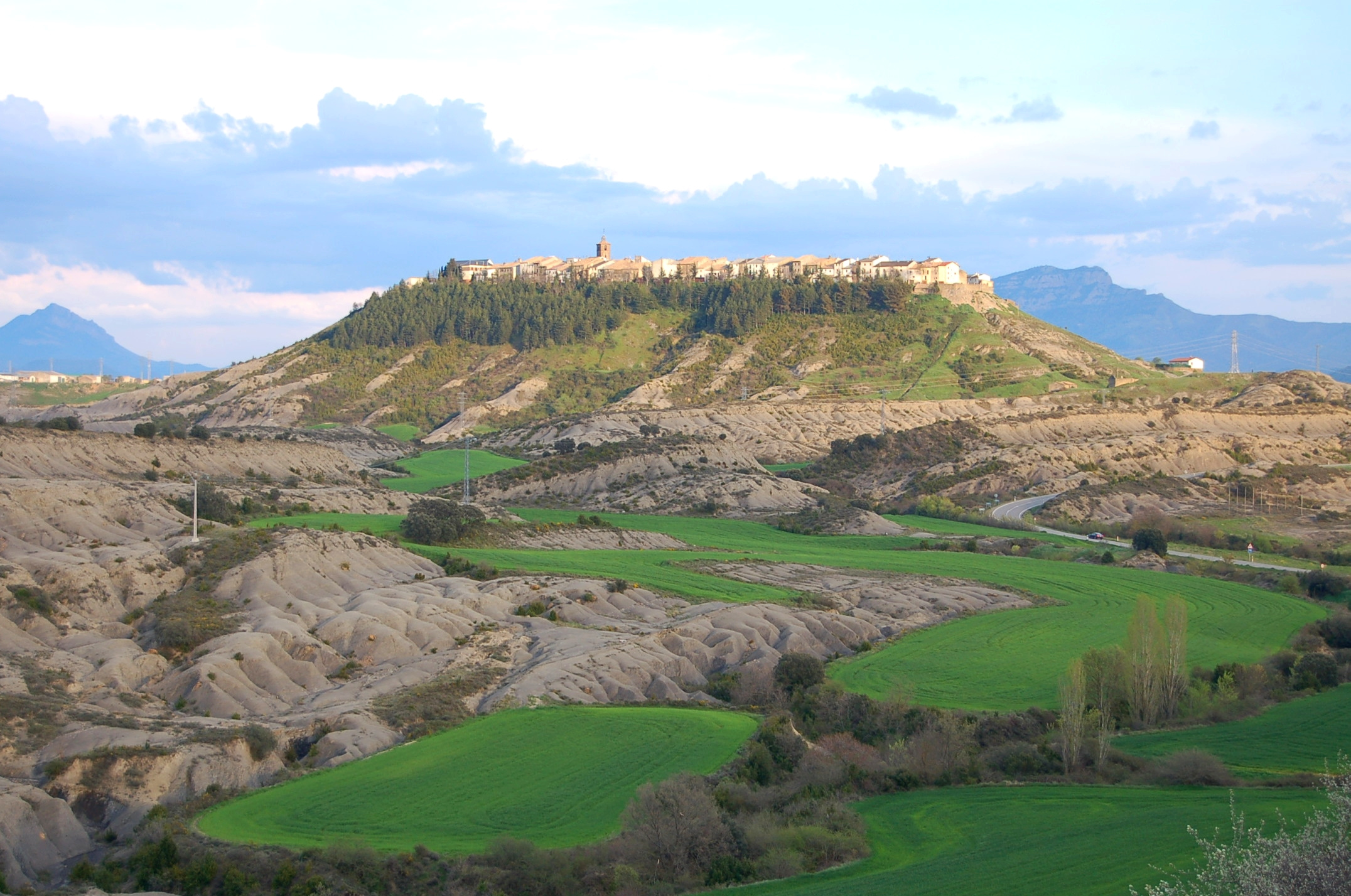
Berdún

Berdún ist ein spanischer Ort im Pyrenäenvorland in der Provinz Huesca der Autonomen Gemeinschaft Aragonien. Der Ort, in der Comarca Jacetania gelegen, hatte 236 Einwohner im Jahr 2015. Berdún ist Verwaltungssitz der Gemeinde Canal de Berdún.

## Geschichte
Der Ort wurde im Jahr 971 erstmals urkundlich erwähnt.
Berdún wurde zunächst nahe dem Fluss Río Veral gegründet. Nach zweimaliger Zerstörung durch Hochwasser siedelten die Bewohner auf den Tafelberg um, auf dem sich der Ort heute befindet. Auf dessen höchster Stelle steht die Kirche, die umliegenden Häuser umschließen sie wie ein Verteidigungsring.

## Sehenswürdigkeiten
- Pfarrkirche aus dem 16. Jahrhundert